# Schwarzspanierkirche

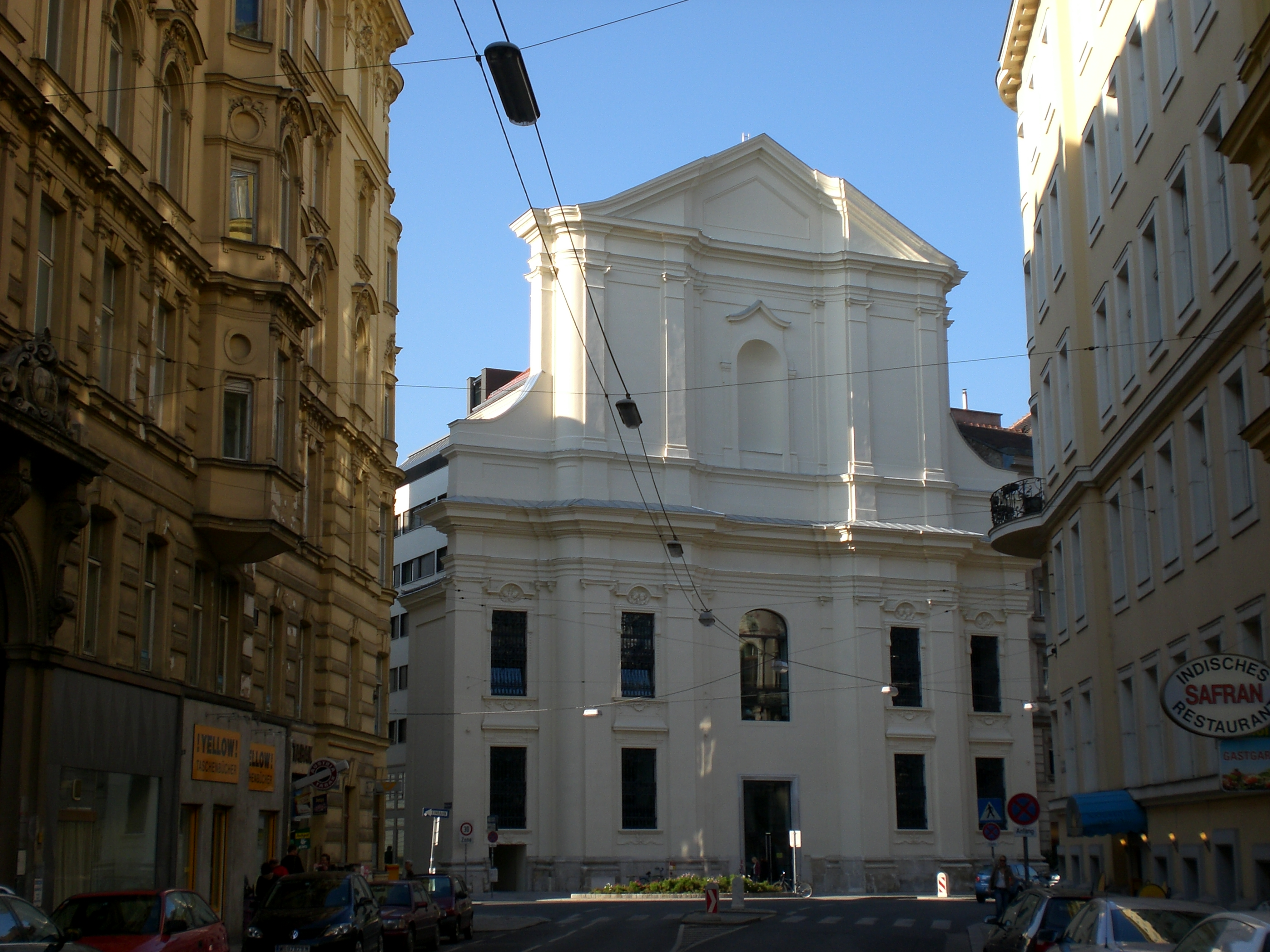
Die ehemalige Schwarzspanierkirche 2007

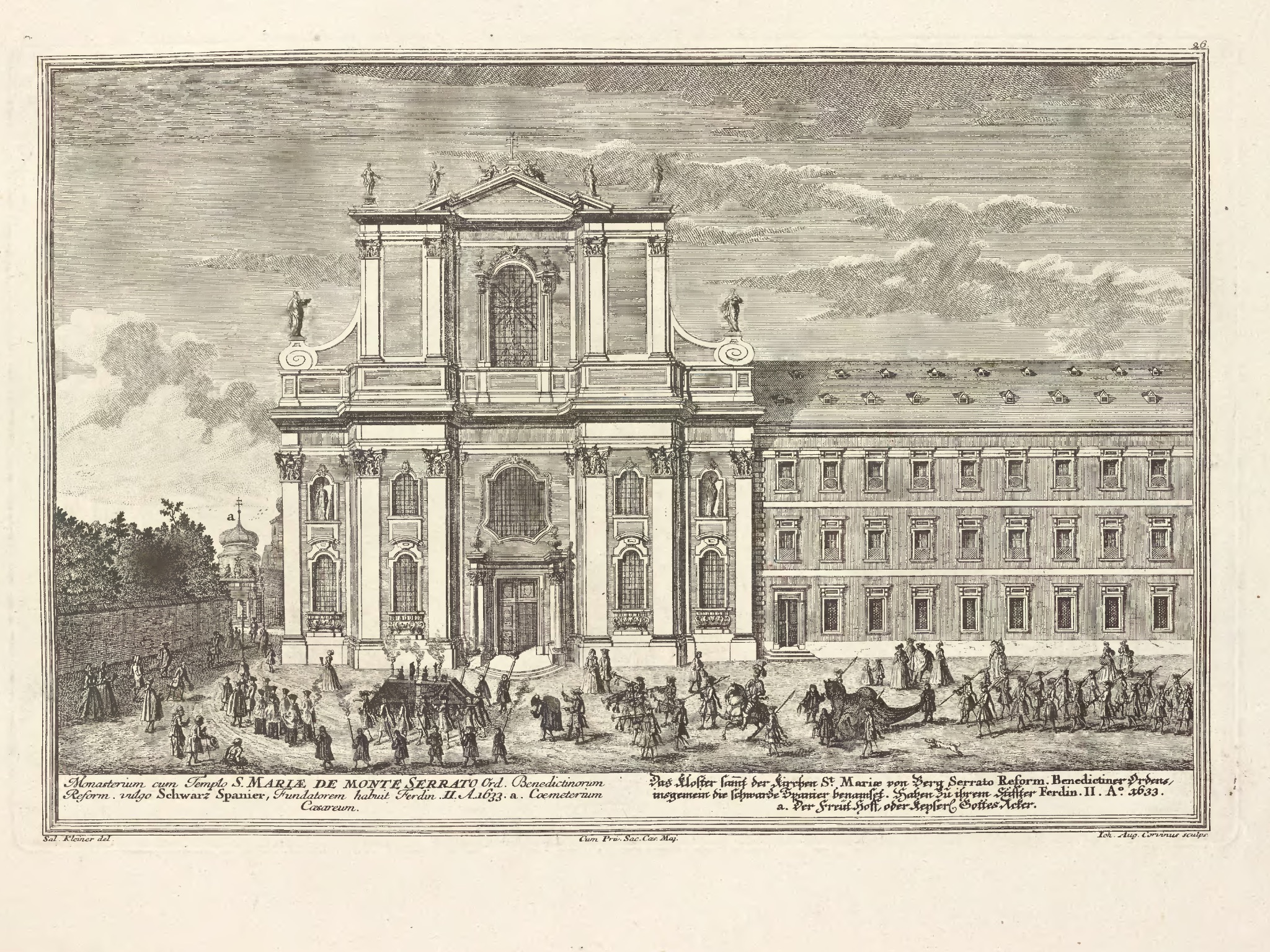
Schwarzspanierkirche und Kloster 1724. Stich von Salomon Kleiner.

Die Schwarzspanierkirche in der Schwarzspanierstraße 13 im 9. Wiener Gemeindebezirk war zwischen 1861 und 1918 die evangelische Garnisonkirche Wiens.

## Geschichte
Am 15. November 1633 wurde von Kaiser Ferdinand II. der Grundstein für die ehemalige Klosterkirche der Benediktiner von Montserrat (Schwarzspanier) gelegt. Sie wurde „Schwarzspanierkirche“ genannt und stand auf dem Wiener Glacis vor den Toren Wiens. Ihr Bau wurde 1639 vollendet, aber schon im Jahr 1683 wurde sie während der Zweiten Türkenbelagerung 1683 zerstört. Die Grundsteinlegung für den Neubau erfolgte an einem leicht geänderten Standort am 15. November 1690 durch Leopold I. und die Weihe durch Erzbischof Sigismund Graf von Kollonitsch am 6. September 1739.
Der am 15. September 1749 fertiggestellte Glockenturm musste nach einem Blitzschlag am 10. September 1755 abgetragen werden.
Nachdem der Konvent 1780 auf Anordnung Josephs II. in die Stadt (heutiger 1. Bezirk) ins ehemalige Jesuitenkollegium übersiedelt und der Orden 1783 aufgehoben worden war, wurde die Kirche dem k.k. Militär-Ärar übergeben, um hier die Gottesdienste für die Soldaten der nahe gelegenen Alser Kaserne abzuhalten. 1787 jedoch wurde die Kirche profaniert und bis 1861 als Militärbettenmagazin verwendet.
Schon 1780 waren die Deckengemälde von Antonio Pellegrini übermalt worden. Das bewegliche Inventar wurde bis 1787 auf andere Kirchen aufgeteilt. Das ursprüngliche Gnadenbild des Altars ist seit 1933 verschollen.
1861 wurde das Gebäude auf Erlass des Kaisers als evangelische Kirche wiederhergestellt und erhielt einen Altar mit einem Bild von Leopold Till, Orgel, Kanzel und Gestühl und wurde am 22. Dezember desselben Jahres eingeweiht. Das Fremdenblatt schreibt am 5. Mai 1861 dazu:

„Im ehemaligen k. k. Bettenmagazin ist nun bereits das Gebälk von zwei Etagen entfernt, und wird gegenwärtig an der Ergänzung der riesigen Gesimse im Innern, welche seiner Zeit an verschiedenen Stellen beseitigt wurden, um den Einfall des Lichtes in die einzelnen Abtheilungen zu ermöglichen, gearbeitet. Desgleichen hat die Entfernung der weißen Tünche von den Wänden begonnen und ist ein halbes Dutzend Weiber mit dem Abwaschen derselben beschäftigt. Die Marmorirung ist noch ganz gut erhalten und bildet für die Kirche eine reiche Ausstattung. Der Fußboden, welcher gegenwärtig gedielt ist, wird mit Kehlheimer Platten gepflastert. Vorne wird ein einfacher Altar angebracht und rückwärts ein neuer aus Holz gebauter Chor mit einer Orgel hergestellt. Einen Thurm hatte die Kirche ursprünglich nicht und wird auch jetzt ein solcher nicht gebaut. Ein Zeitpunkt, bis zu welchem die Renovirung beendet sein muß, wurde nicht festgesetzt. Montag wird der k. k. protestantische Garnisonsprediger Herr Szeberenyi die im Nebengebäude hergerichtete Wohnung beziehen.“

Die wieder errichtete Kirche diente unter dem ersten Garnisonsprediger Johann Michael Szeberinyi den evangelischen Soldaten der Garnison Wien und so bürgerte sich für sie in der Bevölkerung der Name „Garnisonskirche“ ein.

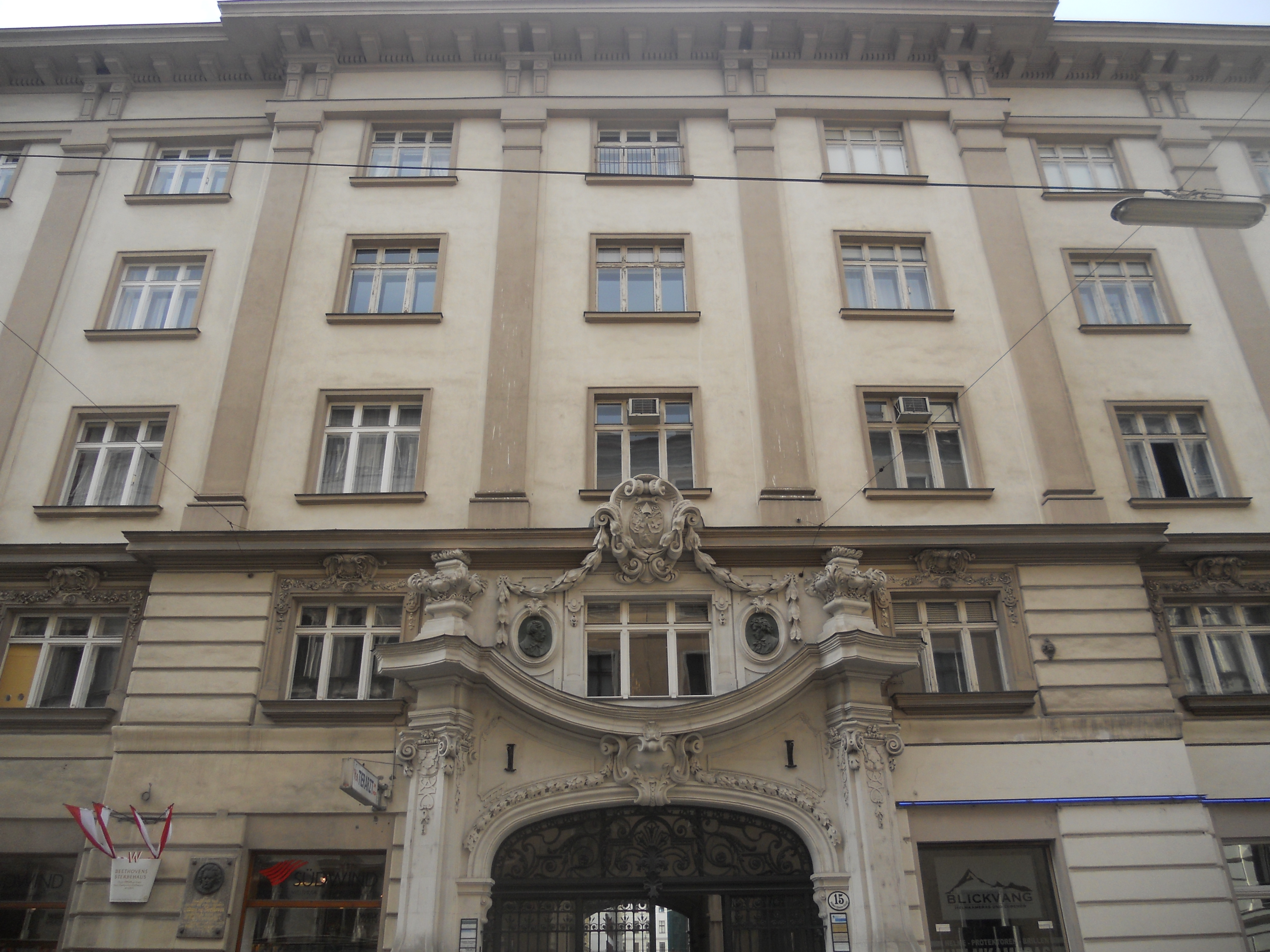
Nachbarhaus Schwarzspanierstraße 15

Zwischen 1918 und 1930 war die Kirche geschlossen. Von 1930 bis 1938 wurden hier orthodoxe Gottesdienste abgehalten.
Nach dem „Anschluss Österreichs“ im März 1938 sollte die Kirche als protestantische Wehrmachtskirche Verwendung finden. Die übermalten Deckengemälde wurden bei der Restaurierung 1939 wiederentdeckt, das Domkapitel des Stephansdoms lieh der evangelischen Pfarre ein ca. 7 × 4 m großes Altarbild von Joachim von Sandrart. Am 23. Mai 1943 wurde die wiederhergestellte Kirche ihrer Bestimmung übergeben, doch 1944 durch Bombentreffer so schwer beschädigt, dass man sie nicht mehr wieder aufbaute. Das Altarbild hing einige Wochen beschädigt im Freien und kam nach seiner Restaurierung zunächst in die Neulerchenfelder Pfarrkirche, 2019 wurde es über der Eingangshalle zum Adlertor im Stephansdom angebracht.
Von der 1963/1964 abgetragenen Kirche blieb nur die Hauptfassade erhalten. Sie wurde in den Bau eines von Friedrich Rollwagen und Peter Lehrecke geplanten evangelischen Studentenheims mit Veranstaltungszentrum, des „Albert Schweitzer Hauses“, integriert, das am 25. Oktober 1966 eröffnet und 2007 generalsaniert wurde. Weiters sind mehrere der Evangelischen Kirche nahestehende Organisationen, darunter das Evangelische Diakoniewerk Gallneukirchen, die Diakonie Österreich, die Evangelische Akademie Wien und die Evangelische Hochschulgemeinde im Albert Schweitzer Haus untergebracht.
In dem der Kirche rechts benachbarten Zinshaus Schwarzspanierstraße 15 starben Ludwig van Beethoven (1827) und Otto Weininger (1903).